# Natalinha
Natalia dos Santos Fernandes, mais conhecida como Natalinha (25 de dezembro de 1994), é uma jogadora de futsal brasileira.

## Biografia e carreira
Em 2020, Natalinha conquistou o Campeonato Paulista atuando pelo Taboão/Magnus após vencer o São José por 4×2. A jogadora marcou um dos gols da final e também foi a artilheira do campeonato com doze gols.
Em maio de 2021, jogando, novamente, pelo Taboão Magnus, Natalinha foi campeã da Supercopa após derrotar por 3 a 2 o clube Leoas da Serra. Em setembro, foi vice-campeã da Taça Brasil de Futsal após perder a final também para o Leoas da Serra.
Em maio de 2022, defendendo o Itapetininga, foi campeã da Copa Record após seu time golear o Itapeva por 5 a 0 na final, sendo que um dos gols foi de Natalinha. Em junho, sagrou-se campeã da Copa Libertadores de Futsal Feminino representando o Taboão/Magnus. Sua equipe venceu a final contra o San Lorenzo, da Argentina, com uma goleada por 6 a zero, onde Natalinha marcou duas vezes.
Em 2023, a jogadora integrou a Seleção Brasileira que venceu de forma invicta o 1.º Torneio Internacional de Futsal Feminino de Xanxerê.

## Principais conquistas
Campeonato Paulista
- Campeã – 2020

Supercopa
- Campeã – 2021

Taça Brasil
- Vice-campeã – 2021

Copa Record
- Campeã – 2022

Copa Libertadores
- Campeã – 2022

Torneio Internacional de Xanxerê
- Campeã – 2023